# Vjetroelektrana Rudine
Vjetroelektrana Rudine ili VE Rudine je puštena u rad 26. travnja 2016., a nalazi se u blizini Slanog, sjeverozapadno od Dubrovnika. Kapaciteti opskrbe električnom energijom iz vjetra u Hrvatskoj porasli su za više od 10 %, čime je smanjena i ovisnost o uvozu energije. Vjetroelektrana instalirane električne snage 34,2 megavata (MW), vrijedna oko 400 milijuna kuna, opskrbljivat će električnom strujom nekoliko tisuća kućanstava i poduzeća, a njezinim priključivanjem umanjit će se ispuštanje ugljikova dioksida za više od 24 tisuće tona godišnje. Izgradnja Vjetroelektrane Rudine započela je u kolovozu 2014., a građevinski dio radova završen je potkraj 2015. U ulaganju od ukupno 53 milijuna eura, uz tvrtku RP Global, sudjelovali su s 42,5 milijuna eura Unicredit i Međunarodna financijska korporacija (IFC), dio Svjetske banke. Vjetroagregate pojedinačne snage 2,85 MW isporučio je General Electric.
VE Rudine su drugi projekt tvrtke RP Globala u Hrvatskoj nakon Vjetroelektrane Danilo snage 43,7 MW, izgrađene u blizini Šibenika. RP Global je preko tih dvaju projekata u hrvatsko tržište uložio ukupno 123 milijuna eura, čime je postao najveći operator energije vjetra u Hrvatskoj, s tržišnim udjelom od oko 20 %.
Očekuje se da će godišnja proizvodnja biti oko 85 GWh, a to je proizvodnja na razini potreba oko 20 000 kućanstava, što može zadovoljiti potrebe grada Dubrovnika. Na gradilištu je ugrađeno 12 vjetroagregata visine kućišta 85 i lopatica dugih 51,5 metara. U trenutku kad se nađu u najvišoj točki, visina do vrha lopatice bit će 136 metara što gotovo odgovara visini nosećeg pilona dubrovačkog mosta preko Omble.

## Vjetroelektrane u Hrvatskoj
Vjetroelektrane u Hrvatskoj su započele svoj razvoj još 1988., kada je Končar postavio prvi vjetroagregat u brodogradilištu Uljanik, koji se i danas tamo nalazi, no onda je razvoj istoga obustavljen. Danas Končar ima postavljen prvi prototip svog modernog vjetroagregata na lokaciji Pometeno brdo u blizini Splita i pokušava uhvatiti korak s ostalim poznatim proizvođačima vjetroagregata.
Promatrajući karakteristike vjetra na prostoru Hrvatske, može se zaključiti da Hrvatska ima na desetke područja koja imaju zadovoljavajući vjetropotencijal za izgradnju elektrana. Mjerenja određenih karakteristika vjetra (brzina, smjer, učestalost) pokazala su kako je za iskorištavanje energije vjetra povoljnije područje Jadrana od kontinentalnog dijela Hrvatske. Stoga su prve hrvatske vjetroelektrane izgradene upravo na tom području.
U Hrvatskoj je trenutno 20 vjetroelektrana koje su u normalnom radu (kolovoz 2018.) i koje isporučuju električnu energiju u elektroenergetski sustav Hrvatske. Instalirana snaga svih vjetrolektrana je 570 MW, u radu je 254 vjetroagregata koji isporučuju godišnje oko 1 475 GWh električne struje. Za usporedbu Termoelektrana Plomin ima snagu 330 MW i isporučuje godišnje oko 2 173 GWh električne struje.

## Poveznice
- Vjetroelektrane u Hrvatskoj